# متحف تاريخ الاتحاد الثوري الأرمني
متحف تاريخ الاتحاد الثوري الأرمني (الأرمنية: Հ. Յ. Դաշնակցութեան պատմութեան թանգարան հիմնադրամ) هو متحف في يريفان، أرمينيا يعرض تاريخ جمهورية أرمينيا الأولى و أعضاء الاتحاد الثوري الأرمني البارزين افتتح في البداية عام 1946 في باريس، فرنسا حيث وعلى مر السنين، راكم ما مجموعه 3000 قطعة أثرية.
افتتح المتحف في يريفان خلال احتفال رسمي في 13 يوليو 2007 في مركز كريستابور ميكائيليان بحضور قادة حزب الطاشناق مثل هرانت ماركاريان وأنصاره، بالإضافة إلى رئيس الأممية الاشتراكية لويس أيالا.
ويعرض المتحف الوثائق الحكومية والطوابع وغيرها من الأعمال الفنية. وقد تم تخصيص أول معارضها لجمهورية أرمينيا الديمقراطية في الفترة من 1918 إلى 1920. يعرض المتحف الوثائق الرسمية التي قدمتها أرمينيا في معاهدة فرساي عام 1919، فضلا عن الآثار الشخصية لرؤساء وزراء الجمهورية الأولى هامو أوهانجانيان، ألكسندر خاتشيان، سيمون فراتسيان وهوفهانيس كاجازنوني. ومن بين المعروضات الشخصية أيضاً الآثار الشخصية للجنرالات: أندرانيك أوزانيان ودراستامات كانيان.
وقد وصف مدير متحف ومعهد الإبادة الجماعية، هايك ديميان، أحد المعروضات الأولية بواحد من أغنى المجموعات وإحدى نقاط التحول التاريخية "الأكثر دراماتيكية" في أرمينيا.